# Prozvenella soror
Prozvenella soror är en insektsart som först beskrevs av Lucien Chopard 1969.  Prozvenella soror ingår i släktet Prozvenella och familjen syrsor. Inga underarter finns listade i Catalogue of Life.